# Homoeolabus
Genre
Homoeolabus est un genre d'insectes de l'ordre des coléoptères (insectes possédant en général deux paires d'ailes incluant entre autres les scarabées, coccinelles, lucanes, chrysomèles, hannetons, charançons et carabes).

## Liste d'espèces
Selon ITIS:
- Homoeolabus analis (Illiger, 1794)

## Première publication
Jekel, H. 1860: Coleoptera. Fam. Curculionides. In: Saunders, W.W. Insecta Saundersiana: or characters of undescribed insects in the collection of William Wilson Saunders, Esq. Vol.: 2. 